# Les Reines prochaines
Les Reines prochaines est une formation musicale féminine suisse. Leurs textes sont mis en musique sous l'influence de la pop, du tango, de la musique folklorique et de la musique classique.

## Historique
Les Reines prochaines a été fondé en 1987 par Teresa Alonso, Regina Florida Schmid et Muda Mathis. L'année suivante, Fränzi Madörin et Pipilotti Rist se joignirent à la formation. Plus tard encore, Gabi Streiff, Sus Zwick, Sibylle Hauert, Michèle Fuchs et Barbara Naegelin rejoignirent le groupe. Le groupe est lauréat du prix suisse de musique en 2019.

## Style
À leurs débuts, un synthétiseur était utilisé comme seul accompagnement au chant pour mener à bien leur programme. Désormais, les musiciennes, pour partie artistes peintres, jouent également de la basse, de la batterie, de l'accordéon, de la guitare, de la clarinette, de la trompette et de la flûte traversière. Malgré l'abondance des instruments, leurs arrangements musicaux sont minimalistes et servent de base à leurs représentations qui utilisent différents médias. Leurs chansons sont poétiques, politiques et provocantes. Chaque musicienne joue sa propre partie du concert et l'on échange volontiers les instruments sur scène. Les concerts sont faits de récitations, de chants et de danses.

## Discographie
- 1990 : Jawohl, sie kann's. Sie hat's geschafft. (CD)
- 1993 : Lob Ehre Ruhm (CD)
- 1995 : Le cœur en beurre double gras (CD)
- 1999 : Alberta (CD)
- 2003 : Protest und Vasen (CD)
- 2005 : Starke Kränze (CD)
- 2013 : Blut (CD)
- 2017 : Schlafen ist individuelle Anarchie. (limited vinyl single LRP009)
- 2020 : Zu unserer Verfassung (CD)
- 2021: Let's sing Arbeiterin*! (CD)
- 2024 : Scissor*hood, Album unrecord[2]

## Référence
- (de) Cet article est partiellement ou en totalité issu de l’article de Wikipédia en allemand intitulé « Les Reines Prochaines » (voir la liste des auteurs).

1. ↑  « Les Reines Prochaines :: Prix suisse de musique », sur www.schweizermusikpreis.ch (consulté le 2 octobre 2019)
2. ↑  (de) « Les Reines Prochaines mit neuem Album Scissor*hood » (consulté le 23 mars 2025)